# Misr Fertilizers Production Company
Misr Fertilizers Production Company (MOPCO) ist ein ägyptischer Düngerhersteller. Das Unternehmen ist auf die Herstellung und Vermarktung von Düngemitteln und Petrochemikalien spezialisiert. Die Gruppe bietet organische Stickstoffdünger (Harnstoff, Ammoniumnitrat etc.) und Flüssigdünger auf Stickstoffbasis an und betreibt mehrere Ammoniak-Harnstoff-Anlagen in der Freihandelszone von Damietta, die von TK Uhde errichtet wurden.
2016 wurde die dritte Anlage in Betrieb genommen, womit die Gesamtkapazität jetzt bei 2 Mio. t Harnstoff pro Jahr liegt.
Der Anteil an der Produktion beträgt 85,8 % Harnstoff und 14,2 % Ammonium (Stand Juni 2024).
Die größten Anteilseigner sind die Egyptian Petrochemical Holding Co. (31,47 %), Saudi Egyptian Investment (25,56 %), Alpha Oryx Ltd. (20,00 %), Egyptian Natural Gas Holding Co. (8,46 %)
Im Jahr 2024 wurde das Unternehmen auf Platz 11 der Forbes-Liste der 50 am häufigsten gelisteten Unternehmen in Ägypten geführt.
Es ist Mitglied im EGX 30 Index an der Egyptian Exchange. 
Aufgrund von Protesten während der Revolution in Ägypten 2011 wurde das Werk geschlossen und erst vier Monate später wieder eröffnet.